# 涅列赫塔區

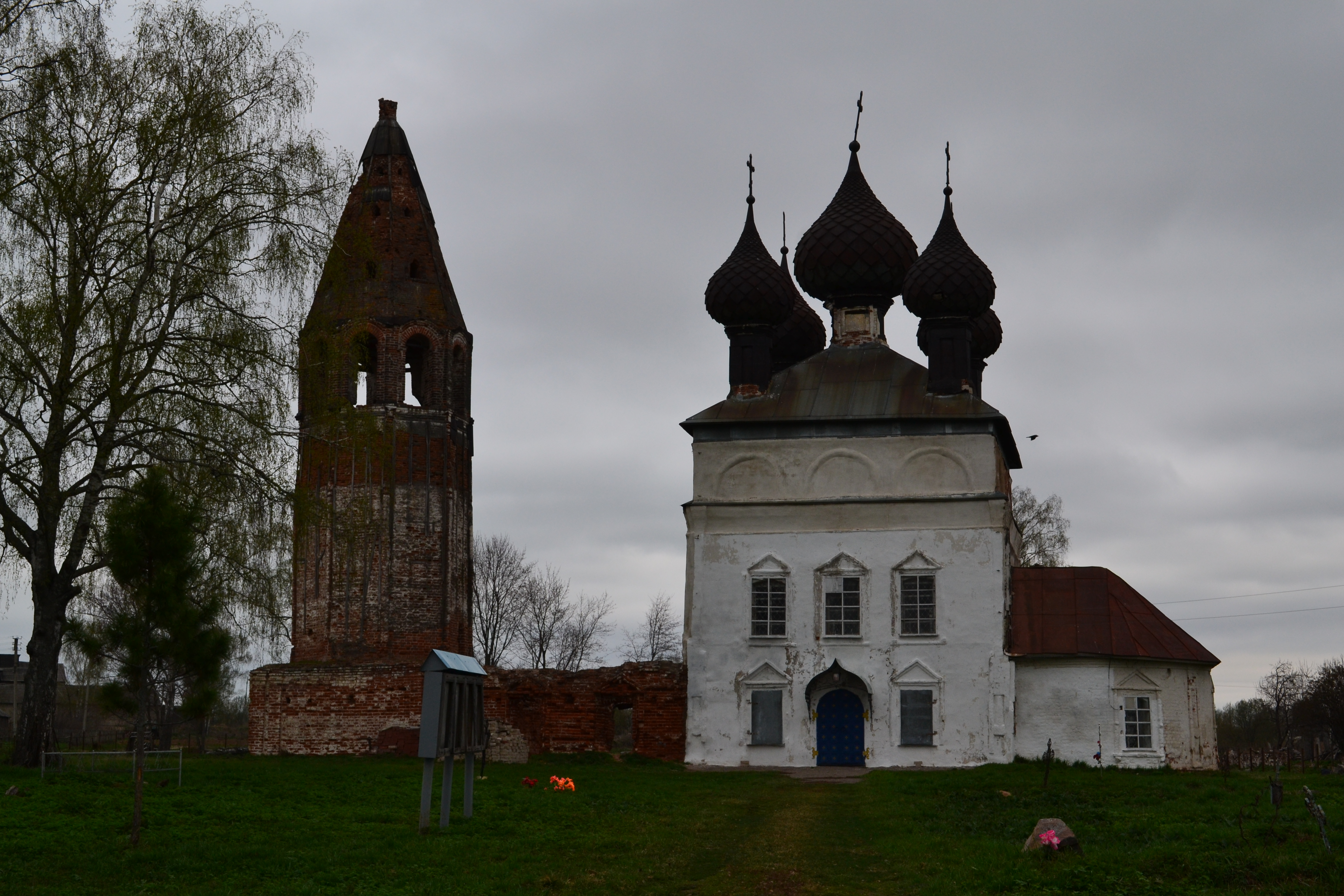

57°27′N 40°35′E / 57.450°N 40.583°E
涅列赫塔區（俄语：Нерехтский район），是俄羅斯的一個區，位於該國西部，由科斯特羅馬州負責管轄，面積1,140平方公里，2010年人口11,416，人口密度每平方公里10.01人。